# Ферфілд (Оклахома)
Ферфілд (англ. Fairfield) — переписна місцевість (CDP) в США, в окрузі Адер штату Оклахома. Населення — 626 осіб (2020).

## Географія
Ферфілд розташований за координатами 35°50′15″ пн. ш. 94°36′30″ зх. д. / 35.83750° пн. ш. 94.60833° зх. д. (35.837508, -94.608200).  За даними Бюро перепису населення США в 2010 році переписна місцевість мала площу 12,92 км², з яких 12,88 км² — суходіл та 0,04 км² — водойми.

## Демографія
Згідно з переписом 2010 року, у переписній місцевості мешкали 584 особи в 202 домогосподарствах у складі 162 родин. Густота населення становила 45 осіб/км².  Було 213 помешкання (16/км²).
Расовий склад населення:
| - 50,3 % — корінних американців - 34,2 % — білих - 0,3 % — азіатів - 5,8 % — осіб інших рас |

До двох чи більше рас належало 9,2 %. Частка іспаномовних становила 9,4 % від усіх жителів.
За віковим діапазоном населення розподілялося таким чином: 28,4 % — особи молодші 18 років, 61,2 % — особи у віці 18—64 років, 10,4 % — особи у віці 65 років та старші. Медіана віку мешканця становила 34,1 року. На 100 осіб жіночої статі у переписній місцевості припадало 102,1 чоловіків;  на 100 жінок у віці від 18 років та старших — 100,0 чоловіків також старших 18 років.
Середній дохід на одне домашнє господарство  становив 43 855 доларів США (медіана — 42 083), а середній дохід на одну сім'ю — 43 499 доларів (медіана — 41 042). Медіана доходів становила 41 458 доларів для чоловіків та 25 417 доларів для жінок. За межею бідності перебувало 26,6 % осіб, у тому числі 41,7 % дітей у віці до 18 років та 0,0 % осіб у віці 65 років та старших.
Цивільне працевлаштоване населення становило 216 осіб. Основні галузі зайнятості: освіта, охорона здоров'я та соціальна допомога — 15,7 %, виробництво — 14,8 %, сільське господарство, лісництво, риболовля — 13,9 %.